# Àngel Llàcer

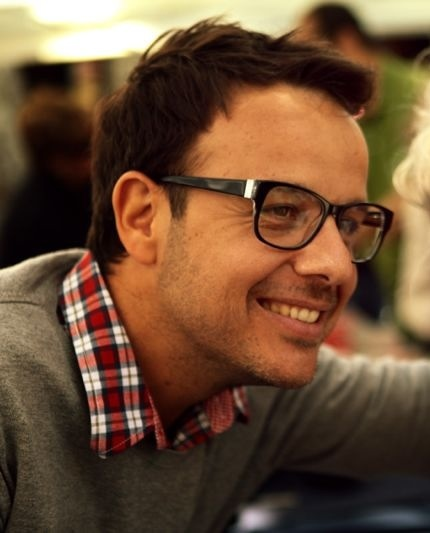
Àngel Llàcer

Àngel Llàcer (* 1974 in Barcelona) ist ein spanischer Schauspieler und Regisseur.
Er studierte Dramaturgie am Institut del Teatre de Barcelona, in San Miniato und Berlin. Llàcer ist bekannt aus Fernsehen (Operación Triunfo, Anónimos) und Theater (Ein Sommernachtstraum) und wurde mit Preisen wie dem Premio Butaca (1998 und 2000) ausgezeichnet.

## Theater
- 1997: Mala Sangre
- 1998: El Sueño de Mozart
- 1999: Mesura per Mesura
- 1999: Corre la Voz
- 1999: Mein Kampf
- 2000: La tienda de los horrores
- 2000–2001: A Little Night Music
- 2001: The Full Monty
- 2012: Splenda amb el Mag Lari
- 2014: El Petit Princep

## Auszeichnungen
- Premio Butaca 1998: Mejor Actor Musical, "El sueño de Mozart".
- Premio Butaca 2000: Mejor Actor de Reparto, "Mein Kampf".
- Nominación al premio Max 2002 "The Full Monty".